# Murata Manufacturing
Murata Manufacturing Co., Ltd. (株式会社村田製作所 Kabushiki-gaisha Murata Seisakusho) er en japansk producent af elektroniske komponenter. De har hovedkvarter i Nagaokakyo, Kyoto.
Akira Murata etablerede Murata Manufacturing i 1944.
De producerer primært keramiske elektroniske komponenter som elektriske kondensatorer, keramiske filtre sensorer, etc. 